# Thor Vang
Thor Vang var en dansk kommunist, folketingskandidat  og modstandsmand (født 10. oktober 1904  i San Francisco,  død 25. maj 1945). 

Han blev arresteret i 1941 og sad i koncentrationslejr 1943-1945. Han nåede kun lige at smage friheden efter befrielsen, inden han afgik ved døden den 25. maj 1945.
Thor Vang blev begravet på Bispebjerg Kirkegård, Urnehaven, litra S 2575. Frihedskampens Veteraners bronzeplaquette er anbragt på graven, hvor der foruden hans data står: 
Kammerater i Sømændenes Forbund satte dette Minde.
Thor blev taget af det danske politi den 22. juni 1941 efter §2 i lov nr. 349 af 22 august 1943: Kommunistloven. Han var i den del af Horserød, hvor tyskerne først kom den 29. august 1943. De, der var her, blev alle sendt til Stutthof ved Danzig, mens de, der var i den anden lejr, nåede at flygte over hegnet. Sammen med omkring 150 andre danske kommunister og Spaniensfrivillige blev Thor Vang i oktober sendt med skibet Waterland til KZ-lejren Stutthof. Her opholder han sig under ubeskrivelige rædsler de næste 16 måneder.

Den 25. april 1945 blev Thor Vang - sammen med par tusinder andre fanger - sendt afsted mod Østersøen, hvor de ved ankomsten blev beordret ned i tre store pramme. I Lübeck sættes prammene fast til nogle forladte amerikanske skibe, hvor tusindvis af fanger fra Neuengamme befinder sig. Sammen med den danske sømand Helge Kierulff, får de løsgjort prammen fra skibet og driver mod stranden. En engelsk bombemaskine begår en fatal fejltagelse og bombede det skib prammen før var bundet til, i den tro at det er en tysk troppetransport, så det store skib sank med 6500 koncentrationslejrfanger ombord. I den pram de er på, er lasten fyldt med dødsyge jøder. Thor Vang og Helge Kierulff hjælper med at bære dem på land og uheldigvis får Thor Vang smittefarlige lus på sig. De får reddet jøderne og Thor Vang kommer hjem d. 12. maj 1945, hvor han blandt andet modtages af sin datter, Tove Vang, på Hovedbanegården i København.  
Få dage efter får han konstateret plettyfus og d. 25. maj dør han - overvåget af sin kone Vera Vang - på Blegdamshospitalet. 
Hans Kirk skrev et digt til sin kammerat fra Horserødlejren (Kirk var blandt de som flygtede 29. august 1943). De sidste linjer i digtet er således:
"Nu står dit navn i mindet, med pligtens klare skrift. Din død var heltedøden. Dit liv en skøn bedrift".